# 九龍真光中學
九龍真光中學（英語：Kowloon True Light School），是香港的一所著名女校，屬於香港真光四校之一。校舍位於九龍塘沙福道真光里。
香港真光四校的共同前身是真光校祖那夏理女士於1872年在廣州創立的「真光書院」（True Light Seminary），是南中國第一所女子學校。1949年，受國共內戰影響，廣州芳村白鶴洞「真光女子中學」遷校來港。後選定九龍塘窩打老道115號為校址， 定名為「九龍真光中學」。於1960年遷至沙福道真光里現址，原窩打老道校舍開辦附屬小學及幼稚園。
1972年，適逢真光創校百周年，九龍真光中學校董會得到中華基督教會香港區會的資助，於1973年於油麻地創立「真光女書院」。

## 校政管理
歷任校監
- 1949年至1973年：馬儀英 女士[2]
- 1973年至1984年：汪彼得 牧師[2]
- 1984年至1998年：李清詞 牧師[2]
- 1998年至2021年：胡丙杰 牧師[2]
- 2021年至今：陳志堅 牧師

歷任校長
- 1949年至1973年：馬儀英 女士
- 1973年至1978年：李惠廉 女士
- 1978年至1991年：畢綺霞 女士
- 1991年至2010年：陳婉嫦 女士
- 2010年至今：李伊瑩 女士

## 大事紀

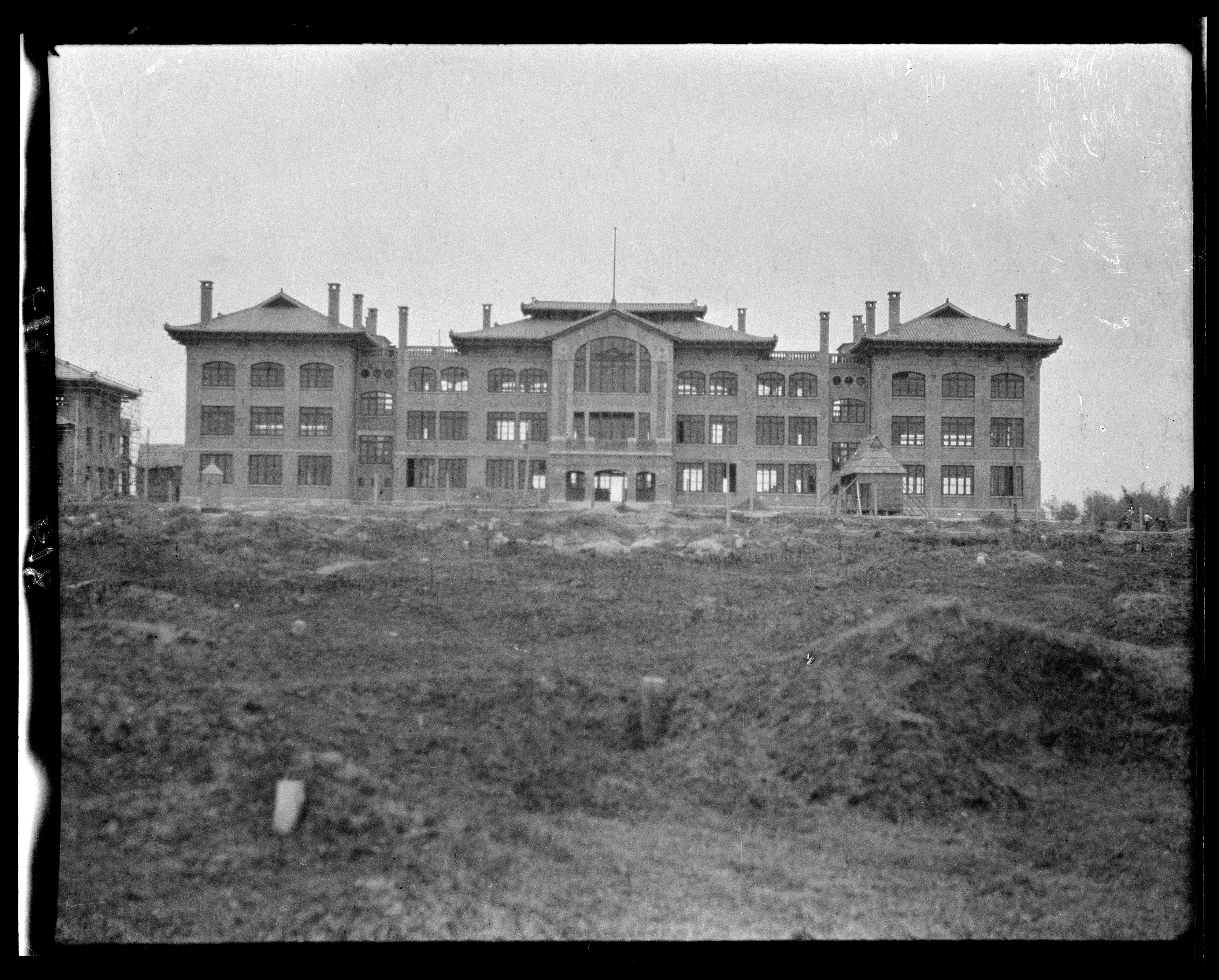
位於芳村的私立真光女子中學校舍正面。

- 1872年6月16日，美國基督教宣教士校祖那夏理女士於廣州沙基金利埠（今六二三路容安街）創立真光書院（True Light Seminary），初期只有六名學生，是南中國第一間女子寄宿學校[3]。
- 1875年，校舍被大火焚毁，美国差会拨款重建，但只能容纳40人[3]。
- 1878年，书院选址在广州长堤大马路仁济街（现仁济路）易地办学[3]，有3幢校舍，仅有100多名学生。仁济旧址为一幢三层砖木结构西式楼房，坐东向西，西邻仁济街。西面第一层外墙涂抹黄色颜料，第二、三层皆为水泥石米批荡。其余外墙为红砖砌成。楼户正面楼顶有三角形山花装饰，后为人字形屋顶。
- 1888年，真光书院学生已达100多人，有大班、中班、细班和妇人班。
- 1909年，校董会任命刘心慈为副校长。同年，真光书院改名为真光学堂，并增设“师范班”。
- 1912年，辛亥革命後，真光学堂又改名为真光学校，同时建立校董会。
- 1913年，那夏理与美差会商议扩建新校[3]。经校董事会决议，在芳村海旁地购买到一幅地皮，以建造新校舍，後发现该处地势低洼，易受洪涝威胁，于是改议新址。後来美差会以11000元港币的代价，在白鹤洞蛇岗上购得土地60亩，建造新校，指派牧师祁约翰博士负责办理，并特聘差会工程师靳先生Mr．G．Gunn具体负责。
- 1917年，新校舍主体工程落成使用，包括校舍有教学楼一座、学生宿舍两座、飯堂一座、教职员宿舍一座，以及一些较小的建筑物。同年夏，真光学校改名私立真光女子中学，有学生93名，第一任校长为祁约翰博士（Dr. JW. Creighton） [3]，1919年首届中学毕业生仅有6人[3]。真光女中与原仁济街真光学校属同一校董会领导。原仁济街真光学校的师范班学生转入白鹤洞私立真光女子中学，师范班停办，但继续办小学和成人班，毕业生可以直升白鹤洞真光中学。经那夏理女士与碧卢夫人协商，原师范班并入碧卢夫人创办的慈爱幼儿师范，地点在西村美华岗，改名为协和女子师范学校，并增设小学师范科，协和女子师范学校即现时广州市协和中学的前身。同年，真光由罗刘心慈女士出任代理校长，两年后正式就任校长，这是真光首任华人校长。
- 1923年，校祖那夏理回國頤養[3]；1924年逝世[3]。
- 1925年，改由罗刘心慈的次女罗道真任校长[3]。
- 1926年7月，广东国民政府教育行政委员会规定，教会设立的学校，必须呈报立案。
- 1928年，按照教育部关于外国人、外国教会不得在华办设中学的规定，美国长老会指示真光交回华人主办，祁约翰回国，交由华人主持的和真光关系密切的中华基督教会仁济堂接办，由关怀素女士接任真光校长。改组校董会，由关恩佐任董事长，罗有节任校长（罗有节为刘心慈长女）。
- 1930年6月18日，真光举行第一次校董会，组成以黄玉贞女士为首的18人校董会，决定聘请麦廷锦教授为校长[3]，委以办理私立真光女子中学向政府立案有关事宜。仁济街真光学校遂自行组织校董会与女中分开管理。
- 1931年，「九一八事變」暴發，麥校長成立戰時救護大隊，並親自督導及訓練[3]。
- 1934年，麦校长辞职，校董事长黄玉贞女士及副董事长龚约翰牧师礼聘岭南大学教育系何荫棠教授担任校长职务[3]。同年9月，开课后何校长调查生源，发现20％学生来自香港，为方便香港学生升入真光中学，向董事局建议最好的办法就是在香港创设分校，开设小学，学生毕业后可以直升真光中学，这既方便香港的小学生入学，又可以扩大真光中学的生源。其想法得到校董事会支持。由校董事会支借8000港元给何校长，作为在香港开设分校的经费。何校长又得到岭南大学同学何玉英女士的支持，并聘请真光中学社会科主任马仪英女士一同赴港创设分校。他们到达香港以后，先物色热心人士，组织起校董会进行建校的准备。
- 1935年，何蔭棠於香港租用堅道26号楼字作为校舍，設立真光小學[3]，並附設幼稚園。何玉英女士负责行政、联络及筹款等工作并兼校董会董事。马仪英任校务主任。後学校扩大校舍，购得坚道75号作为新校舍，并易校名为香港真光小学，由何玉英女士出任校长。
- 1938年，仁济街真光学校增办初级中学，因当时广州已有真光中学，而教育部规定，在同一市区不准有同名同级的学校，故改一字命名为广州市私立真中中学（简称真中中学或真中女中），白鹤洞校区依然为私立真光女子中学。1月至10月，中日战争发生后，日军飞机经常空袭广州，社会混乱，学校被迫停课。同年10月25日，学校迁往香港肇辉台续办，并把白鹤洞真光女中、真中中学（含小学）及香港真光小学合并为一校。
- 1941年12月，太平洋战争爆发，香港沦陷，已迁香港的白鹤洞真光女子中学也被迫停办。
- 1942年7月，何荫棠校长率领师生离开香港，抵达广东连县三江墟上课。同年10月，在广西桂林开设分校，1943年春开课，设初中和小学部，学生200余人。由于三江位置过于偏僻，同年夏天学校迁到广东曲江上窑[3]。
- 1944年5月，豫湘桂会战爆发，真光又迁至连县双喜山，由李耀宇女士接任校長[3]。
- 1945年1月中旬，日军逼近连县北部，师生徒步30里，暂避三江。2月，连县恢复常态，学校迁回双喜山。8月，中日战争结束。9月18日，真光中学300多名师生从连县返回广州白鹤洞校址复课，有高中六个班，初中三个班。真中中学迁回仁济路原校址复课，有初中三个班。
- 1946年，香港真光小学复课。
- 1947年，李耀宇校長辭職赴美，由馬儀英博士繼任白鶴洞真光校長。同年白鶴洞真光、仁濟街真光、香港真光，聯合慶祝創校75周年紀念；香港真光小學堅道校舍增辦中學，開辦初中，並於1948年易名為香港真光中學。
- 1949年，受國共內戰影響，廣州芳村白鶴洞「真光女子中學」遷校來港。後選定九龍塘窩打老道115號為校址， 定名為「九龍真光中學」。
- 1955年，時任港督葛量洪爵士參觀，十分欣賞老師的教學和同學的表現，並允可批出工地另建中學校舍。
- 1958年，蒙香港政府撥九龍塘真光里1號擴建校址，並得中華基督教會香港區會協助，於11月21日舉行動土禮。
- 1960年，真光里新校舍落成啟用，原窩打老道之校舍則開辦附屬小學及幼稚園。
- 1972年6月，馬儀英校長榮休，李惠廉女士接任校長。為了紀念真光創校百周年，故於油麻地窩打老道興建一所英文中學。1973年校舍落成啟用，命名為真光女書院。
- 1978年，李惠廉校長榮休，畢綺霞女士接任校長。九月中學部轉為政府津貼中學，附屬小學及幼稚園仍屬私立。
- 1988年，九龍真光中學校友會正式註冊。
- 1990年，中學部拆卸看台，改建課室新翼。
- 1991年，畢綺霞校長離任，陳婉嫦女士接任校長。
- 1993年，因窩打老道115號校舍空間有限，校董會決定停辦幼稚園。
- 2006年，中學部新大樓落成。
- 2010年，陳婉嫦校長離任，李伊瑩女士接任校長。
- 2013年，中學部地庫低層進行改善工程，將原來的「雨操亭」位置，改建成多用途演講活動室。小學部大修工程完成
- 2017年9月，復辦九龍真光中學 （幼稚園部）
- 2018年，中華文化室「德馨學社」落成
- 2019年，爲慶祝九龍真光70週年校慶，舉辦中、小、幼聯合視藝展及聯合才藝表演會

## 校訓
校訓乃根據文理譯本聖經馬太福音5章14節而訂，今日一般譯作「你們是世上的光。」。
- 爾乃世之光
- Thou Art the Light of the World

## 服飾
九龍真光中學學生的校服為天藍色長衫，綁著傳統孖辮。在2011年新學期開始，學生可自由選擇綁孖辮或馬尾。但在拍攝學生證件相、出席校慶崇拜、結業禮及畢業典禮等重要場合上，學生必須綁著孖辮。

## 校歌
分爲中英文校歌，兩首爲完全獨立的曲目。

### 中文
中華我國，中華我國，獨立文明亞之東。
政成共和，民歌大同，學遍唐虞三代隆。
中華我國，中華我國，四萬兆民表雄風。
衛我邦家，同胞情重，普遍教育樂融融。

愛我真光，愛我真光，謝師長善誘維良。
發聾振瞶，啟迪多方，恍登臨洙泗之堂。
愛我真光，愛我真光，天道由茲愈發皇。
十字旗飄，萬古輝揚，能拯救失路亡羊。

勉哉同學，勉哉同學，暮暮朝朝同切蹉。
光陰易逝，日月如梭，催人歲月易蹉跎。
勉哉同學，勉哉同學，世紀風潮急且多。
木蘭紅玉，巾幗英雄，匡時偉業在我曹。

## 真光姊妹班世系表
級社姊妹班是真光的傳統特色。每年的中一級同學進入真光的時候，便會被分發一個社名和社色，在年中她們便會在全校校會舉行開社儀式。中六畢業後，便會建立永久社。所以不少真光的畢業同學都會社名作為識別。
社色以藍、紅和綠命名，每三年循環一次，故此中一、中四，中二和中五、中三和中六有相同的社色，而這些級別亦編為姊妹級，高年級的姊姊不時照顧低年級的妹妹，以協助她們成長。

### 級社社名命名規則
- 藍白系：社名以「艸」字首
- 紅白系：社名以「日」旁
- 綠白系：社名以單字命名

### 姊妹班循環
在港真光四校的社名、社歌、社色、社花及社訓，由1994年起統一，每六年一循環。
| 社色 | 社名 | 社花   | 社訓     |
| ---- | ---- | ------ | -------- |
| 藍白 | 藝芸 | 鬱金香 | 敬業樂群 |
| 紅白 | 旭晶 | 蓮花   | 日昇月恆 |
| 綠白 | 曉   | 百合花 | 明辦篤行 |
| 藍白 | 蘅圃 | 菊花   | 日出而作 |
| 紅白 | 晨暉 | 向日葵 | 如日之昇 |
| 綠白 | 曜   | 梅花   | 光耀萬里 |

## 四社
爲使學生更爲團結，校內設有四社，於學生入學時隨機分配，並於校內陸運會、水運會等社制比賽中計算社分，在年末時公佈全年總成績
- 仁社代表顏色：紅色
- 禮社代表顏色：綠色
- 望社代表顏色：紫色
- 誠社代表顏色：藍色

## 班級命名
- 中一至中六各級均有四班分別命名：真、理、 光、 信

## 教學語言
初中（2010起）真班以英文為教學語言之學科：英文、綜合科學、地理，英語內容於其他學科之課業占20–50%。理班、光班、信班以英文為教學語言之學科：英文、數學、綜合科學、地理、歷史、普通電腦、家政。
高中（2013起）除中國語文、中國文學、中國歷史、通識科及視覺藝術外，全部公開考試應考之學科將以英文作教學語言。
2021年，在教育局的第三周期微調中，該校由於學生達到指定目標（有85%學生屬全港成績前列40%），所以，自2022/23學年起，該校能夠由「部分科目按組別用英文教學」改為「全開英文班」。

## 年度主題
每年的主題都不同，代表學生應該有不同的邏輯思維。
- 2011–2012：Born to love
- 2012–2013：Thanks giving, positive thinking
- 2013–2014：Love giving and logical thinking
- 2014–2015：Embrace uniqueness, uphold collectiveness
- 2015–2016：Thrive and Fly
- 2016–2017：It all begins with respect.
- 2017–2018：Optimism leads to power.
- 2018–2019：Work with assiduity, grow with perseverance
- 2019–2020：Only you
- 2020–2021：MASTER me
- 2021–2022：In your shoes, be your pal.

## 部分著名/傑出校友

### 政商界
- 陳香梅：曾任白宮學者委員會委員，總統核心顧問，美國國際合作委員會主席、美國內政部環保委員會委員，美中航運總裁，現任多間大學名譽校長，校董[3]
- 杜玉鳳：天行集團主席，曾於母校任教
- 黃影影：敏華控股集團執行董事
- 蔡詠詩：安捷股份有限公司董事總經理

### 學術教育界
- 丁毓珠，GBS，JP：維多利亞幼稚園創辦人、前東區區議會主席[6][註 1]
- 黃碧雲：學者，前立法會議員（九龍西）
- 何穎琪：香港公開大學社會科學院助理教授及課程主任
- 時美真：香港科技專上書院校長
- 陳淑儀：前庇理羅士女子中學校長
- 陳依力：前東華三院馮黃鳳亭中學校長
- 陳素兒：協恩中學附屬小學校長
- 李芷蕙：協恩中學附屬幼稚園校長
- 蔡慧冰：青年文學作家、兒童樂園編輯、德雅中學中文科主任

### 醫學界
- 張艷蕾：香港中文大學眼科及視覺科學學系助理教授
- 張燕鈴：輔導心理學家
- 張莉莉：心臟科醫生
- 陳志紅：醫生
- 梁寶瑤：醫生

### 傳播、文化、體育、藝術及娛樂界
- 鍾欣潼：香港女歌手、演員
- 區文詩：香港女歌手、演員
- 方皓玟：香港女歌手
- 林千渟：藝人[7]
- 黃芳雯：前童星，現為HOY TV節目主持人及藝員[7]
- 楊浩兒：藝人、曾任杜汶澤喱騷見習生，香港著名曼聯球迷
- 李彤：《巴士的報》總編輯
- 霍汶希：英皇娛樂藝人管理及唱片部總監、北京辦事處營運總裁
- 譚淇淇：香港女說唱家、模特兒
- 何佩英（嘉玲）：前香港女演員
- 李詩禮：兒童合唱團創辦人
- 廖耀芝：香港舞蹈總會主席
- 梁安琪：香港唱片騎師[8]

### 公共事務界
- 許熙晴：律政司高級檢控官

## 外部連結
- 九龍真光中學 （页面存档备份，存于）